# التنفیلدن
التنفیلدن (به آلمانی: Altenfelden) یک شهر بازاری و municipality of Austria در اتریش است که در Rohrbach District واقع شده‌است.

## خصوصیات
التنفیلدن ۲۶٫۳۳ کیلومترمربع مساحت دارد ۵۹۸ متر بالاتر از سطح دریا واقع شده‌است.